# Dorfkirche Groß Briesen (Friedland)

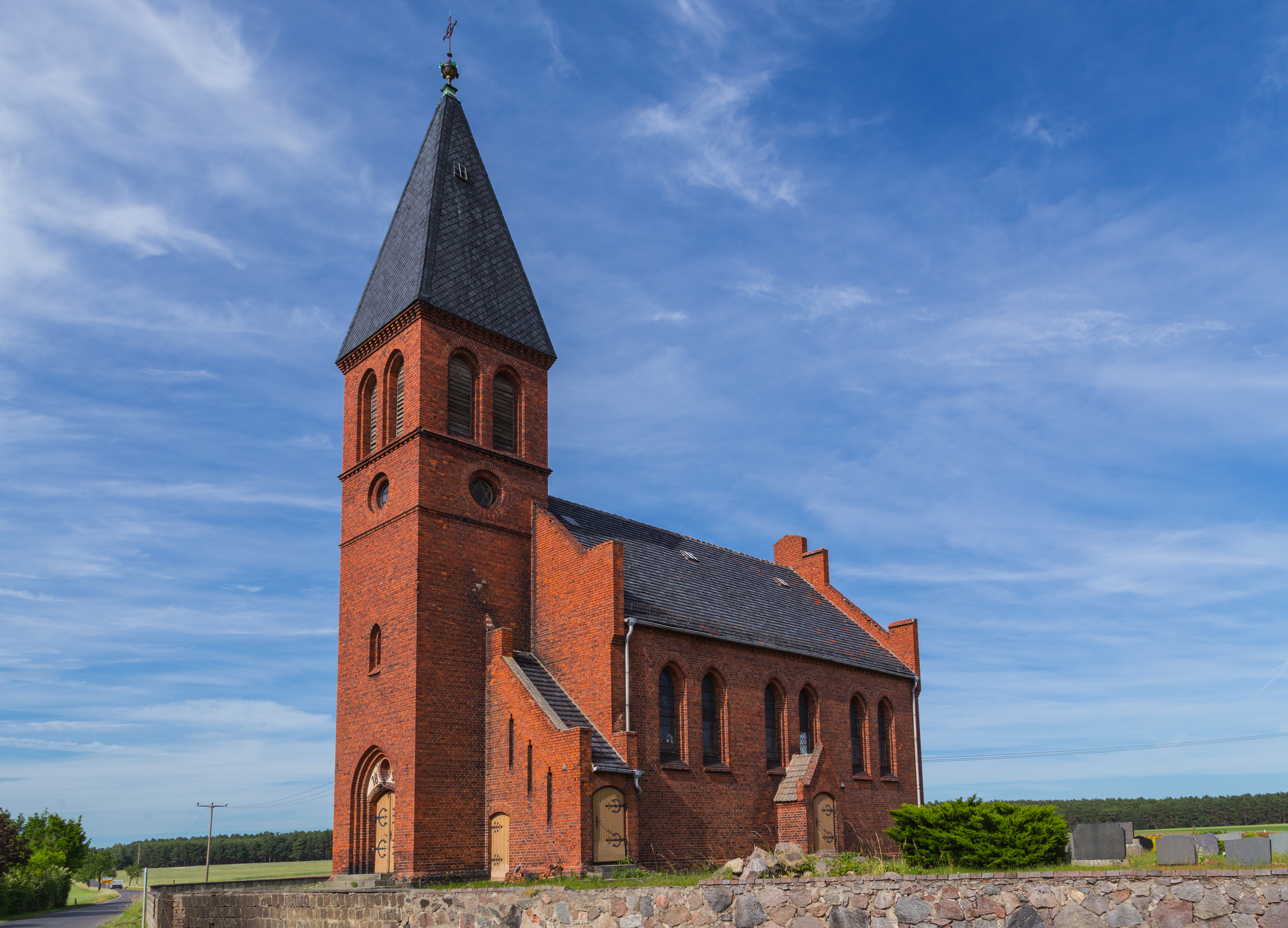
Dorfkirche Groß Briesen (2017)

Die Dorfkirche Groß Briesen ist das Kirchengebäude im Ortsteil Groß Briesen der Stadt Friedland im Landkreis Oder-Spree in Brandenburg. Es gehört der Gesamtkirchengemeinde Beeskow im Kirchenkreis Oderland-Spree in der Evangelischen Kirche Berlin-Brandenburg-schlesische Oberlausitz. Die Kirche steht unter Denkmalschutz.

## Architektur und Geschichte
Die kleine neugotische Saalkirche wurde im Jahr 1893 aus Backsteinen gebaut. Sie hat einen polygonalen Chor und einen eingezogenen quadratischen Westturm. Das Kirchenschiff ist rechteckig, die Ostwand mit einem Staffelgiebel versehen. Die Kirche hat paarweise angeordnete Spitzbogenfenster und an der Südwand eine kleine Vorhalle mit segmentbogigem Eingangsportal. In der Westwand des Turms befindet sich ein zweiflügeliges Eingangsportal mit der Jahreszahl des Baus über dem Eingang. Im Glockengeschoss liegen zu allen Seiten große Klangarkaden, abgeschlossen wird der Turm mit einem vierseitigen Spitzhelm.
Unter der Westempore befindet sich eine Winterkirche. Die gesamte Ausstattung stammt aus der Bauzeit der Kirche. Dazu gehören ein Altar mit einem hölzernen Kreuz als Aufsatz, der polygonale Kanzelkorb mit einer danebenstehenden Predigerloge, ein Kronleuchter und das Gestühl. Die Orgel wurde ebenfalls 1893 von W. Sauer Orgelbau Frankfurt (Oder) gebaut. Sie hat neun Register auf zwei Manualen und dem Pedal.